# A. Townsend Peterson
Andrew Townsend Peterson (* 16. Juli 1964), in Publikationen meist A. Townsend Peterson, ist ein US-amerikanischer Ornithologe, Ökologe und Evolutionsbiologe.

## Leben
Peterson absolvierte ab August 1982 ein Zoologie-Studium an der Miami University, das er im Mai 1985 mit dem Bachelor of Science abschloss. Ab August 1985 folgte ein Studium in Evolutionsbiologie an der University of Chicago, wo er Mai 1987 zum Master of Science graduierte.
1985 wurde er studentischer Mitarbeiter im Field Museum of Natural History in Chicago, wo er mit John W. Fitzpatrick und Scott M. Lanyon zusammenarbeitete und Studien über die Gattung der Buschhäher (Aphelocoma) in den westlichen Vereinigten Staaten und in Mexiko betrieb.
Von Mai 1987 bis September 1990 studierte Peterson Evolutionsbiologie an der University of Chicago, wo er mit der Dissertation Evolutionary relationships of the Aphelocoma jays zum Ph.D. promoviert wurde. Seit Oktober 1993 ist er Kurator in der Vogelabteilung am Museum of Natural History und Professor an der Abteilung für Ökologie und Evolutionsbiologie an der University of Kansas.
Petersons Arbeit konzentriert sich zum einen auf Aspekte der Biogeographie, mit Forschungsprojekten über die mexikanische Avifauna, die tropische Ornithologie sowie Systematik und Verbreitungsökologie und zum anderen auf Krankheitsübertragungssysteme, darunter die Chagas-Krankheit, Malaria, Denguefieber, Leishmaniose und Ebola/Marburgfieber. Ein Bestandteil seiner Forschung befasst sich mit der Alpha-Taxonomie von Vögeln sowie mit der Phylogenese der neuzeitlichen Ausbreitung von Vogelgruppen. Weitere Projekte umfassen die Erhaltungsbiologie und -planung sowie die Biologie invasiver Arten.
Peterson ist Autor des Werks Mapping Disease Transmission Risk Enriching Models Using Biogeography & Ecology (2014) und Co-Autor des Buchs Ecological Niches and Geographic Distributions (2011). Daneben schrieb er Beiträge für zahlreiche Zeitschriften, darunter Wilson Bulletin, The Condor, Annals of the Association of American Geographers, Ecography, BioScience und Journal of Biogeography.
1992 war Peterson neben Adolfo G. Navarro-Sigüenza, Patricia Escalante Pliego und Hesiquio Benitez-Diaz an der Erstbeschreibung zum Weißstirnsegler (Cypseloides storeri) und 2013 neben Peter A. Hosner, Mark B. Robbins und Thomas Valqui an der Erstbeschreibung zum Junintapaculo (Scytalopus gettyae), einer neotropischen Bürzelstelzer-Art aus Peru, beteiligt.

## Auszeichnungen
2019 erhielt Peterson den Loye and Alden Miller Research Award der American Ornithological Society.